# Charles Nègre
Charles Nègre (Grasse, 9 mei 1820 – aldaar, 16 januari 1880) was een Frans kunstschilder en een pionier van de fotografie.

## Leven en werk
Nègre leerde schilderen van vooraanstaande kunstschilders als Hippolyte Delaroche en Jean Auguste Dominique Ingres. Van Delaroche leerde hij de fotografie hanteren als hulpmiddel bij de schilderkunst. Al snel begon het fotograferen hem echter aan te trekken als een opzichzelfstaand kunst- en expressiemiddel.
Nègre hanteerde als fotograaf aanvankelijk de techniek van de daguerreotypie, maar schakelde al snel over op de calotypie. Hij opende rond 1850 een studio op de Île Saint-Louis te Parijs en maakte snel naam met zijn spontane doch sterk gecomponeerde “snapshots” van het leven op straat, onder meer zijn beroemd geworden foto’s van schoorsteenvegers. Ook maakte hij veel stadsgezichten en schilderachtig genrewerk.
Tussen 1850 en 1860 ondernam Nègre een aantal studiereizen, tijdens welke hij later bekend geworden fotoseries maakte van architectonische bouwwerken als de Kathedraal van Chartres en de Notre-Dame van Parijs, alsook een reeks foto’s in een asiel te Vincennes. In 1861 vestigde hij zich uiteindelijk te Nice. Hij maakte daar vooral foto’s in de omgeving en legde zich ook toe op fotoportretten. Vanaf 1863 leed hij echter onder ernstige gezondheidsproblemen en nam zijn actieve werk allengs af. Hij stierf vergeten in zijn geboorteplaats Grasse, in 1880.

#### Herontdekking
Nègre werd in de jaren dertig van de twintigste eeuw herontdekt. In 1936 werden er in Parijs en New York grote en bijzonder succesvolle exposities georganiseerd van zijn werk en werd hij gepresenteerd als de eerste fotografische kunstenaar. Heden ten dage bevindt zich een grote verzameling van zijn werk in de fotografische collectie van het Musée d'Orsay te Parijs en in het J. Paul Getty Museum te Los Angeles.

## Galerij

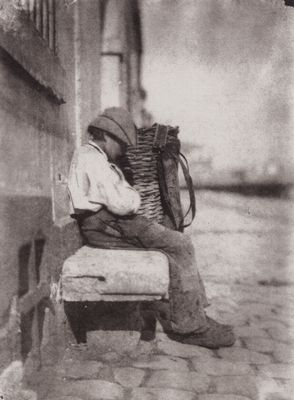
Kleine lompenboer, 1850
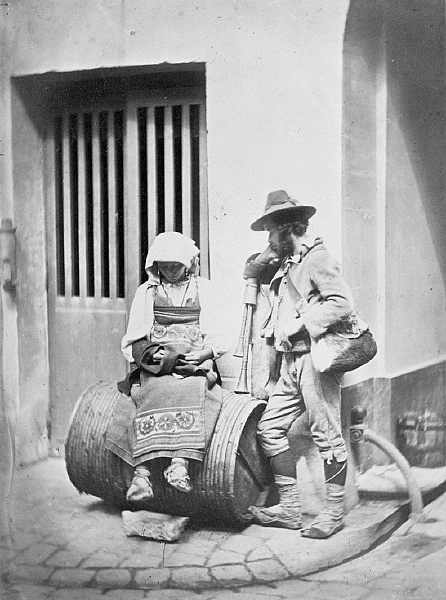
Italiaanse straatmuzikanten op de Quai de Bourbon, 1854
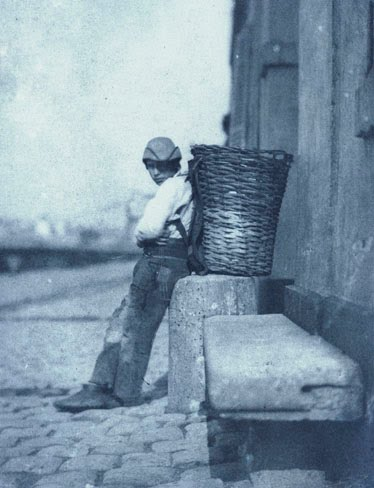
Chiffonnier, 1851
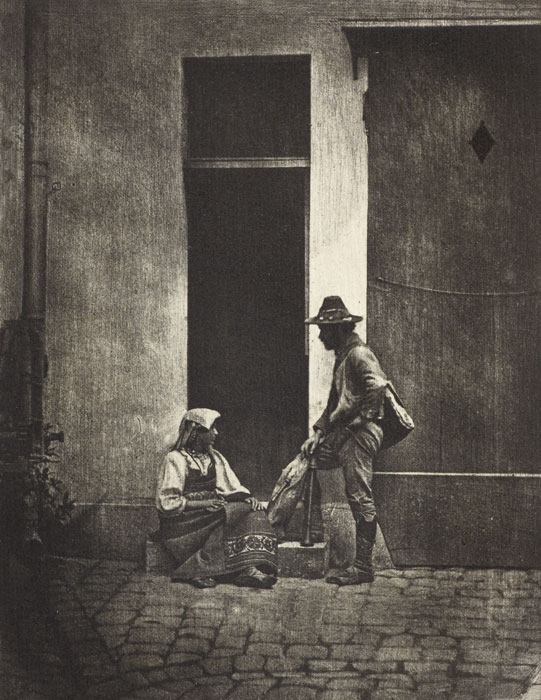
Jammes, 1855
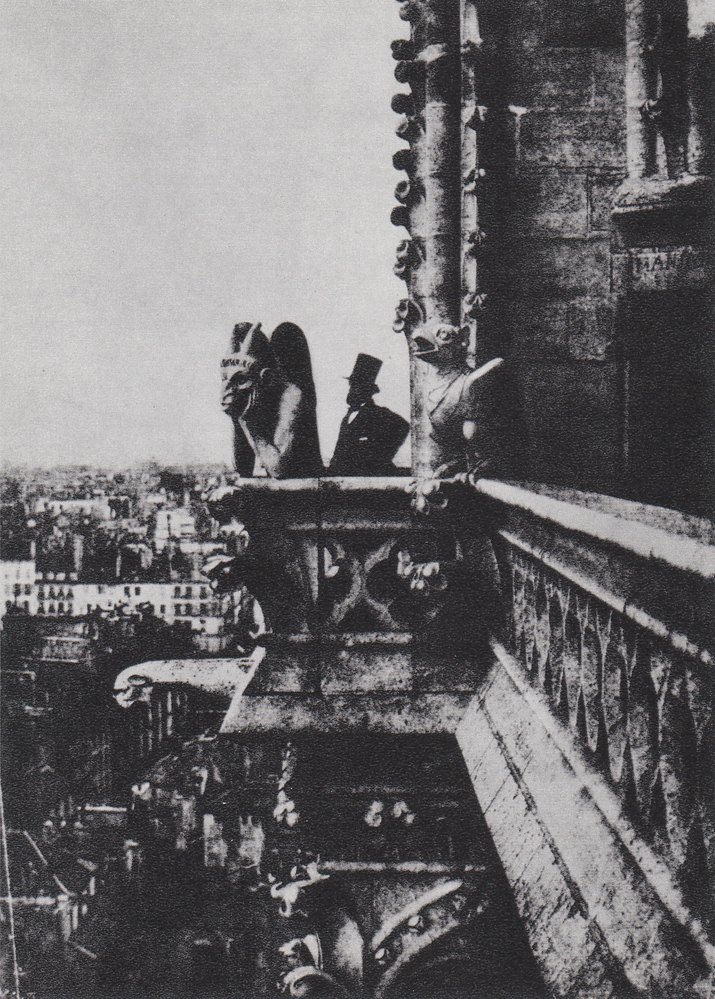
Henri le Sec op de Notre Dame, bij de 'Stryge'
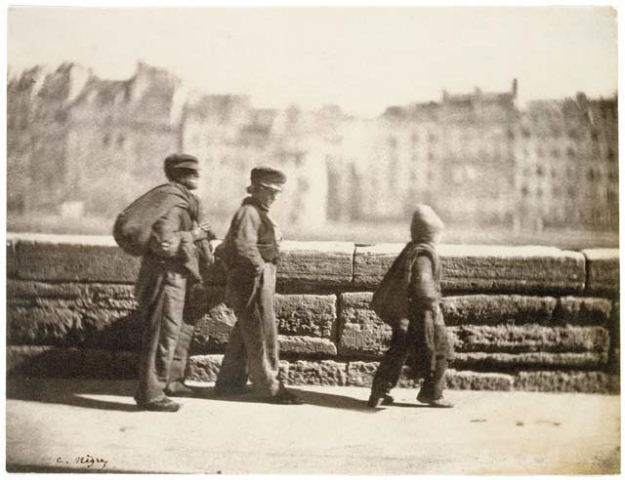
Schoorsteenvegers, 1852
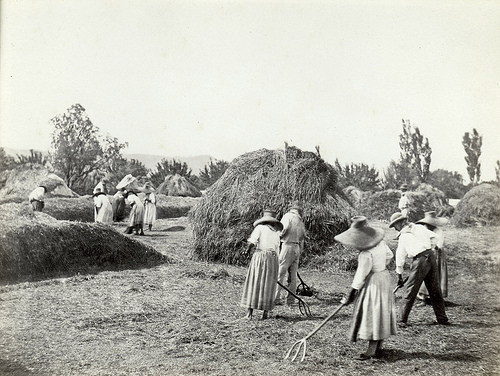
Farmers, ca 1855
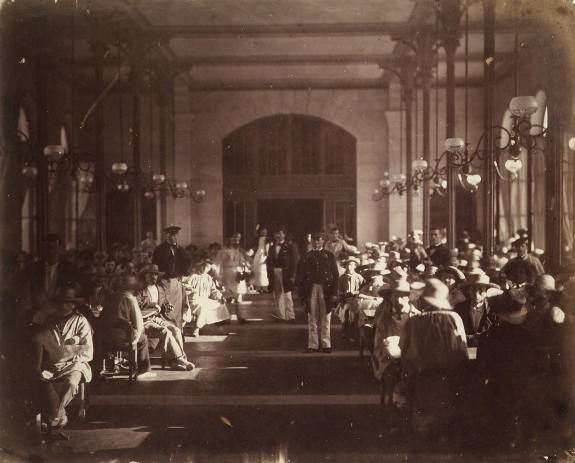
La salle a manger de l'asile impérial de Vincennes, 1859
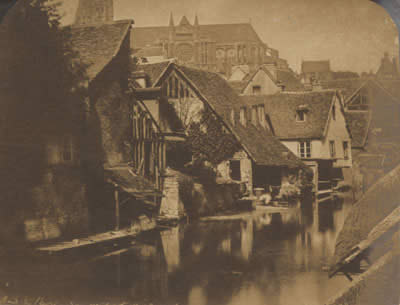
Chartres. Les Bords de L’Eure, 1851
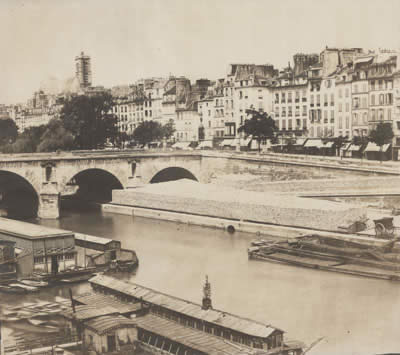
Vu de L’etage du 21 Quai Bourbon, ca. 1850
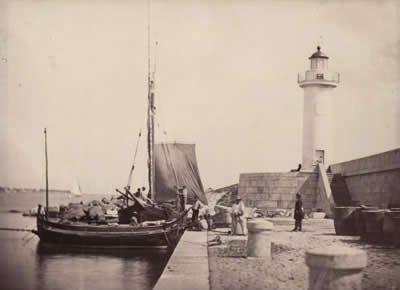
Le Phare Au Point Du Mole”, Cannes, 1860
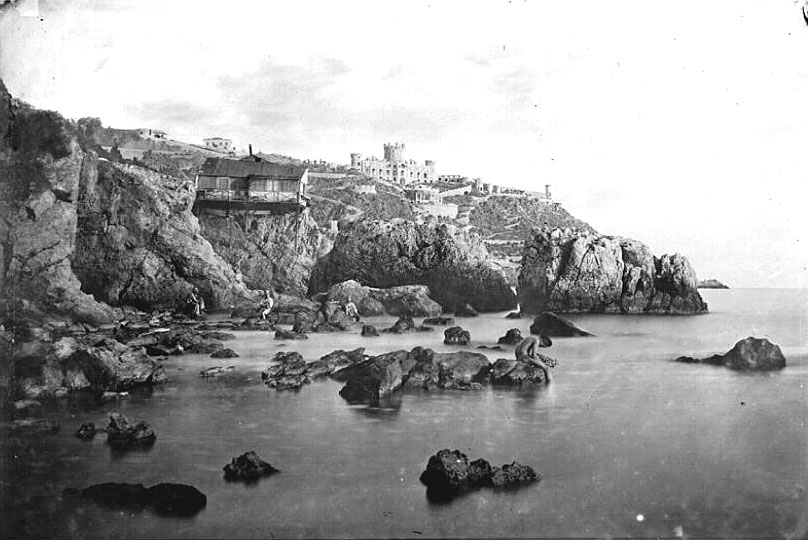
Chateau de l'anglais, Nice, 1863
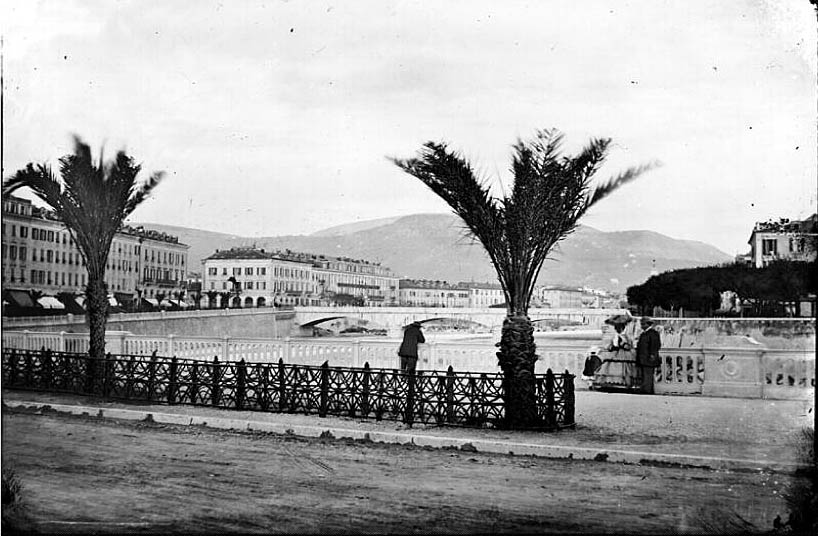
Pont Neuf depuis le Pont des Anges, Nice, 1865
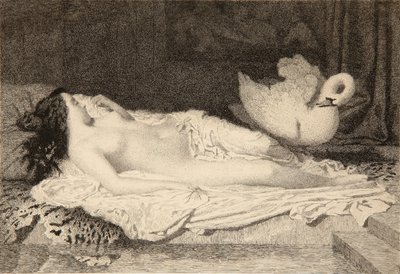
The nude and the swan, 1860
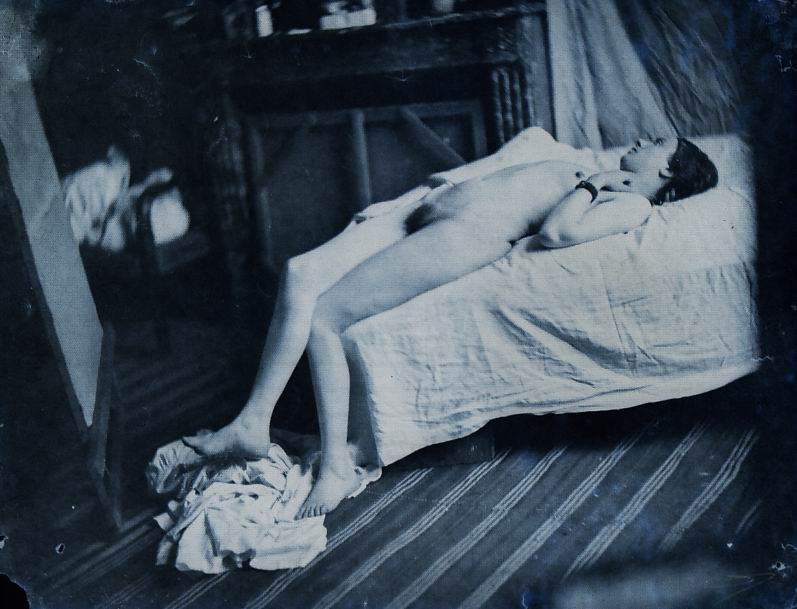
Nude